# Campeonato regional de Brava
El Campeonato regional de fútbol de Brava es una liga de fútbol, fundada en 1993 en la isla de Brava de Cabo Verde, organizada por la Asociación regional de fútbol de Brava (ARFB).
El torneo está compuesto por una sola categoría, compuesta por siete equipos, se juega siguiendo un sistema de liga, dónde se enfrentan todos contra todos en dos ocasiones, una como local y otra como visitante. El campeón de la competición tiene derecho a participar en el campeonato caboverdiano de fútbol.
El equipo más laureado es el Nô Pintcha con 11 ediciones ganadas, seguido del Morabeza y Sporting Clube da Brava con 4, Académica da Brava con 2, Corôa y Juventude da Furna con 1. El único equipo de los que han disputado el campeonato y que todavía no ha ganado ningún título es el Benfica da Brava.

## Palmarés

### Por año[1]
| - 1993-94 : Nô Pintcha - 1994-95 : Nô Pintcha - 1995-96 : Nô Pintcha - 1996-97 : Nô Pintcha - 1997-98 : Nô Pintcha - 1998-99 : Nô Pintcha - 1999-00 : Nô Pintcha - 2000-01 : Nô Pintcha - 2001-02 : Académica (Brava) | - 2002-03 : Nô Pintcha - 2003-04 : Nô Pintcha - 2004-05 : Morabeza - 2005-06 : Nô Pintcha - 2006-07 : Morabeza - 2007-08 : Corôa - 2008-09 : Morabeza - 2009-10 : Morabeza | - 2010-11 : no disputado - 2011-12 : Académica (Brava) - 2012-13 : Juventude da Furna - 2013-14 : Sporting Clube da Brava - 2014-15 : Sporting Clube da Brava - 2015-16 : Sporting Clube da Brava - 2016-17 : Sporting Clube da Brava - 2017-18 : Morabeza |

### Por club
| Club                    | Títulos | Años de los títulos                                                                       |
| ----------------------- | ------- | ----------------------------------------------------------------------------------------- |
| Nô Pintcha              | 11      | 1993-94, 1994-95, 1995-96, 1996-97, 1997-98, 1999-00, 2000-01, 2002-03, 2003-04 y 2005-06 |
| Morabeza                | 5       | 2004-05, 2006-07, 2008-09, 2009-10 y 2017-18                                              |
| Sporting Clube da Brava | 4       | 2013-14, 2014-15, 2015-16 y 2016-17                                                       |
| Académica (Brava)       | 2       | 2001-02 y 2011-12                                                                         |
| Corôa                   | 1       | 2007-08                                                                                   |
| Juventude da Furna      | 1       | 2012-13                                                                                   |